# 玉米粒

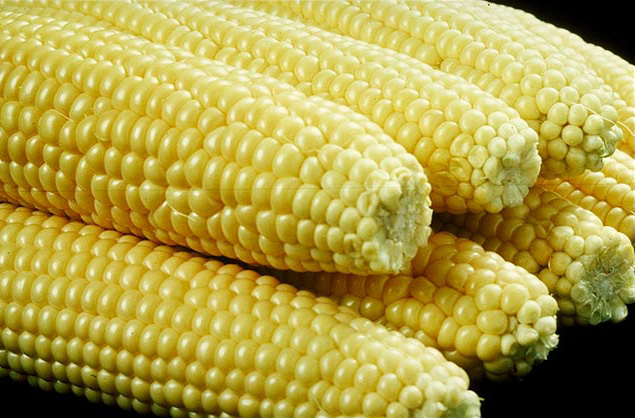
在玉米棒上的玉米粒

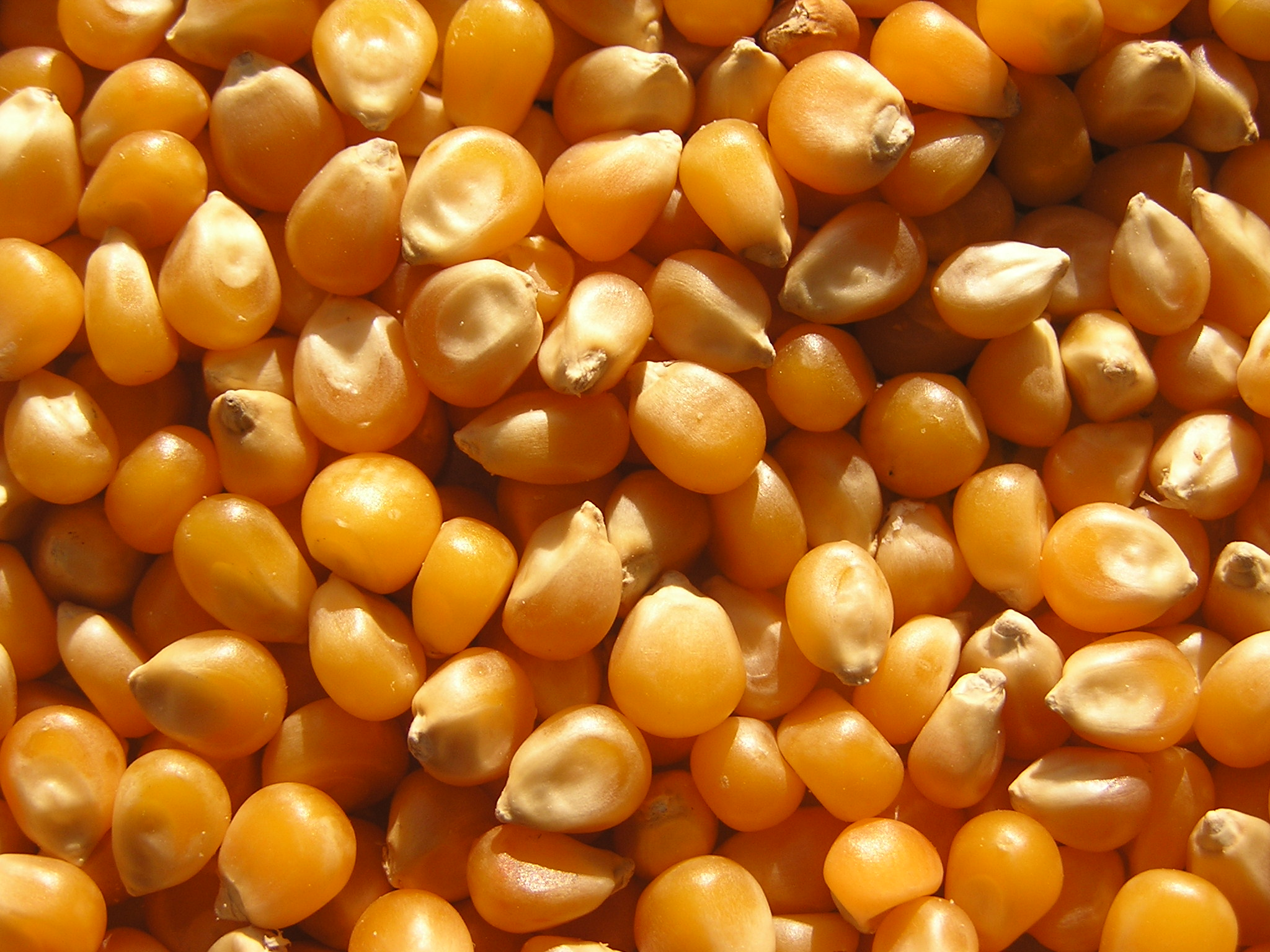
脱粒的玉米粒

玉米粒（英語：corn kernels）即玉米的果實，屬於穎果。果皮與種皮緊密癒合，極難分離。可以透过玉米桿脱粒而获得，為主要食用的部位。通常用来烹饪（如制作玉米、玉米蛋挞、玉米汁等），或用于制作玉米淀粉、玉米麵等产物。
玉米粒多为黄色、白色，但亦有许多变种如黑色、紫色、红色等。一穗玉米包含约16行800颗玉米粒。
玉米粒还可作为廉价的可再生生物燃料使用。